# ببوش (تونس)
ببوش هي قرية في شمال غرب تونس في ولاية جندوبة، تقع على بعد 25 كيلومترًا جنوب طبرقة و12 كيلومترا من حمام بورقيبة، و5 كيلومترات من عين دراهم و3 كيلومترات من الحدود مع الجزائر.
لعبت المنطقة دورًا في مكافحة الاستعمار الفرنسي نظرًا لموقعها الاستراتيجي بين تونس والجزائر، خاصة خلال أحداث مايو 1881.